# Berit Hedenö
Berit Gertrud Hedenö-Edstam, född den 18 februari 1933 i Högalids församling i Stockholm, död den 20 februari 2020 i Högalids distrikt i Stockholm, var en svensk dansare och revyartist, 1939 års elev vid Kungliga Operans elevskola.
Hon var dotter till skådespelerskan Kate Thunman och operettsångaren Arne Hedenö, var gift med musikern Nils Edstam och mor till Anneli Hedenö och musikalartisten Annica Edstam.
Berit Hedenö är gravsatt i Högalids församlings minneslund.

## Filmografi
1953 – Alla tiders 91 Karlsson

## Teater

### Roller (ej komplett)
| År   | Roll        | Produktion                                                  | Regi           | Teater        |
| ---- | ----------- | ----------------------------------------------------------- | -------------- | ------------- |
| 1952 | Medverkande | Anderssons sagor, revy Stig Bergendorff och Gösta Bernhard  | Gösta Terserus | Casinoteatern |
| 1953 | Medverkande | Operation knätofs, revy Stig Bergendorff och Gösta Bernhard | Gösta Bernhard | Casinoteatern |